# 2007-es ázsia–óceániai ralibajnokság
A 2007-es ázsia–óceániai ralibajnokság április 13-án vette kezdetét és november 11-én végződött. A bajnokságot a címvédő, ausztrál Cody Crocker nyerte.

## Versenynaptár
| Dátum            | Verseny                      | Győztes        |
| ---------------- | ---------------------------- | -------------- |
| április 13–15.   | Rallye de Nouvelle Calédonie | Jussi Välimäki |
| május 11–13.     | Rally of Whangarei           | Cody Crocker   |
| június 1–3.      | Rally of Canberra            | Cody Crocker   |
| július 6–8.      | Rally Hokkaido               | Cody Crocker   |
| augusztus 10–12. | Malaysian Rally 2008         | Cody Crocker   |
| szeptember 7–9.  | Rally Indonesia              | Jussi Välimäki |
| november 9–11.   | Kína-rali                    | Cody Crocker   |

## Végeredmény
| #  | Versenyző          | Pontszám |
| -- | ------------------ | -------- |
| 1. | Cody Crocker       | 86       |
| 2. | Jussi Välimäki     | 49       |
| 3. | Tagucsi Kacuhiko   | 47       |
| 4. | Brian Green        | 29       |
| 5. | Naren Kumar        | 28       |
| 6. | Hiroshi Yanagisawa | 27       |
| 7. | Rifat Sungkar      | 26       |
| 8. | Gaurav Gill        | 9        |
| 9. | Yoshio Ikemachi    | 6        |

## Külső hivatkozások
- A bajnokság hivatalos honlapja
- Eredmények az FIA archívumában
- A szezon összefoglalója az aprc.tv honlapon (angolul)